# Sefer Hamitzvot
Sefer Hamitzvot ("Llibre dels Manaments") (en hebreu: ספר המצוות לרמב"ם) (transliterat: Sefer HaMitzvot LeRambam) és una obra del segle xii escrita pel rabí, filòsof i metge Maimònides. Originalment es va publicar sota el títol "Kitab al-Farai'd" en àrab, i el rabí Moisès ibn Tibbon el va traduir al provençal (primera edició impresa el 1497).
L'obra conté una llista de tots els 613 manaments de la Torà, amb una breu descripció per a cadascun d'ells. Maimònides empra un conjunt de 14 regles (shorashim) per determinar quins manaments escrits a la Torà s'han d'incloure a la llista de preceptes pel que fa als mandats que Déu ha donat en diferents punts de la Torà, però que es refereixen a accions particulars fetes un sol cop.